# 多摩カントリークラブ
多摩カントリークラブ（カントリークラブ）は、東京都稲城市坂浜に広がるゴルフ場である。

## 概要
多摩カントリークラブは、東京都稲城市・多摩市・八王子市など多摩丘陵、「多摩ニュータウン」の東側にある。1958年（昭和33年）春、新たなゴルフ場の建設に向けて、「多摩ゴルフ倶楽部」が設立された。ゴルフ場建設用地の買収は進まず、工事着工においても土地を取得出来ず行き詰まった。
1960年（昭和35年）2月28日、丸正産業・曽谷正と月光真珠・中田実らが中心となり、新たな「株式会社多摩カントリー倶楽部」を設立した。多摩ゴルフ倶楽部の全てを継承し、曽谷正の「会員のカネは使わない」の方針で、資本金は役員が出資した。1960年（昭和35年）12月、ゴルフ場の建設用地問題は解決し、新たに会員募集を行い、曽谷正が私財を投じた。
コースの設計は安田幸吉に依頼、コースの施工は株式会社奥村組が行い、1961年（昭和36年）10月、インコース（現・アウトコース）9ホールが完成し、仮開場した。翌1962年（昭和37年）8月4日、アウトコース（現・インコース）が完成し、18ホール、6,530ヤード、パー72のコースが正式開場された。安田幸吉は後に、「山コースにしては面白いコースができた」と語った。
コースは、開場当時はトリッキーなホールもあったが、改良を重ねたことで戦略的な丘陵コースになっている。1976年（昭和51年）5月、サム・スニードVS.中村寅吉TVマッチが開催されている。

## 所在地
〒206-0822 東京都稲城市坂浜3360番地

## コース情報
- 開場日 - 1962年8月4日
- 設計者 - 安田 幸吉
- 面積 - 480,000m2（約13.6万坪）
- コースタイプ - 丘陵コース
- コース - ヤード、18ホールズ、パー72、ヤード、コースレート71.2
- グリーン - 2グリーン、ベント（ペンクロス）・コーライ
- フェアウェイ - ベント
- ラフ - ノシバ
- プレースタイル - 乗用カート(5人乗り)全組キャディ付き
- 練習場 - 打席7、60ヤード
- 休場日 - 12月31日、1月1日[4][5]

## クラブ情報
- ハウス面積 - 3,487m2（1,054.8坪）
- ハウス設計 - 株式会社日立建設設計
- ハウス施工 - 株式会社奥村組[6][7]

## 交通アクセス
鉄道
- 京王線 - 聖蹟桜ヶ丘駅よりタクシー利用 約15分
- 京王相模原線 - 稲城駅よりタクシー利用 約8分
- 小田急電鉄（小田原線・多摩線） - 新百合ヶ丘駅よりタクシー利用 約20分
- 南武線（JR東日本） - 南多摩駅よりタクシー利用 約10分

道路
- 中央道 - 稲城ICより 約10分

（高井戸方面からのみ流出可、名古屋方面からは調布IC、または府中SICを利用する必要がある。）
- 東名高速道路 - 東名川崎ICより 約45分[8]

## エピソード
- 1958年（昭和33年）、「多摩ゴルフ倶楽部」社長・浅野欣也は会員募集を行い、1口30万円で7千万円で集めたが、ゴルフ場用地を1坪も手に入れられなかった[9]。
- 1960年（昭和35年）、「多摩カントリー倶楽部」社長・曽谷正は会員募集を行い、1口50万円、60万円で集め、不足分は曽谷正が私財を投じた[9]。
- 「多摩カントリークラブ」は、距離の短いホールがあるが、第2打以降は上級のテクニックを求められるコースである[9]。
- 初期のクラブハウスは、表玄関は平屋建てだが、コース側から見ると3階建てのユニークなデザインである[9]。

## 関連文献
- 『ゴルフ場ガイド 東版』2006-2007、「多摩カントリークラブ（東京都）」、東京 ゴルフダイジェスト社、2006年5月、2020年7月3日閲覧
- 『美しい日本のゴルフコース BEAUTIFUL GOLF CULTURE IN JAPAN 日本のゴルフ110年記念 ゴルフは日本の新しい伝統文化である』、ゴルフダイジェスト社「美しい日本のゴルフコース」編纂委員会編、東京 ゴルフダイジェスト社、2013年12月、2020年7月3日閲覧